# Campeonato Ecuatoriano de Fútbol Serie A 2014
 Campeonato Ecuatoriano de Fútbol Serie A 2014 är den högsta divisionen i fotboll i Ecuador för säsongen 2014 och består av två mästerskap - Primera Etapa och Segunda Etapa (första och andra etappen). Vardera mästerskap består av tolv lag som spelade en match hemma och en match borta mot varandra, vilket innebar 22 matcher per lag och mästerskap. Primera División kvalificerar även lag till Copa Libertadores 2015 och Copa Sudamericana 2015. Vinnaren av varje mästerskap kvalificerar sig till en final där 2014 års säsongs mästare koras.

## Poängtabeller
| Nr | Lag                  | S  | V  | O | F  | GM | IM | MS  | P  |
| -- | -------------------- | -- | -- | - | -- | -- | -- | --- | -- |
| 1  | Emelec               | 22 | 13 | 5 | 4  | 35 | 14 | +21 | 44 |
| 2  | Independiente        | 22 | 11 | 7 | 4  | 36 | 18 | +18 | 40 |
| 3  | LDU Loja             | 22 | 11 | 3 | 8  | 25 | 31 | −6  | 36 |
| 4  | Barcelona            | 22 | 10 | 5 | 7  | 26 | 18 | +8  | 35 |
| 5  | LDU Quito            | 22 | 7  | 8 | 7  | 20 | 22 | −2  | 29 |
| 6  | Universidad Católica | 22 | 8  | 4 | 10 | 26 | 28 | −2  | 28 |
| 7  | El Nacional          | 22 | 8  | 3 | 11 | 26 | 35 | −9  | 27 |
| 8  | Deportivo Quito      | 22 | 6  | 8 | 8  | 20 | 22 | −2  | 26 |
| 9  | Olmedo               | 22 | 6  | 8 | 8  | 21 | 24 | −3  | 26 |
| 10 | Mushuc Runa          | 22 | 7  | 5 | 10 | 19 | 24 | −5  | 26 |
| 11 | Manta                | 22 | 6  | 5 | 11 | 21 | 29 | −8  | 23 |
| 12 | Deportivo Cuenca     | 22 | 6  | 5 | 11 | 21 | 31 | −10 | 23 |

| Nr | Lag                  | S  | V  | O | F  | GM | IM | MS  | P  |
| -- | -------------------- | -- | -- | - | -- | -- | -- | --- | -- |
| 1  | Barcelona            | 22 | 15 | 3 | 4  | 33 | 16 | +17 | 48 |
| 2  | Independiente        | 22 | 14 | 4 | 4  | 42 | 18 | +24 | 46 |
| 3  | Emelec               | 22 | 14 | 2 | 6  | 40 | 22 | +18 | 44 |
| 4  | LDU Quito            | 22 | 11 | 7 | 4  | 38 | 22 | +16 | 40 |
| 5  | El Nacional          | 22 | 8  | 5 | 9  | 23 | 26 | −3  | 29 |
| 6  | Universidad Católica | 22 | 8  | 4 | 10 | 25 | 10 | +15 | 28 |
| 7  | Deportivo Cuenca     | 22 | 7  | 7 | 8  | 23 | 29 | −6  | 28 |
| 8  | LDU Loja             | 22 | 5  | 7 | 10 | 21 | 31 | −10 | 22 |
| 9  | Mushuc Runa          | 22 | 4  | 9 | 9  | 19 | 30 | −11 | 21 |
| 10 | Manta                | 22 | 5  | 5 | 12 | 25 | 35 | −10 | 20 |
| 11 | Deportivo Quito      | 22 | 4  | 8 | 10 | 17 | 32 | −15 | 20 |
| 12 | Olmedo               | 22 | 3  | 7 | 12 | 18 | 33 | −15 | 16 |

## Final
|       | 17 december 2014 | Barcelona | 1 – 1   | Emelec | Estadio Monumental Banco Pichincha |                          |
| 20:00 | 20:00            |           | (0 – 1) |        | Guayaquil Publik: 62 686           | Guayaquil Publik: 62 686 |
| 20:00 | 20:00            |           |         |        | Guayaquil Publik: 62 686           | Guayaquil Publik: 62 686 |
| 20:00 | 20:00            |           |         |        | Guayaquil Publik: 62 686           | Guayaquil Publik: 62 686 |

|       | 21 december 2014 | Emelec | 3 – 0   | Barcelona | Estadio Banco del Pacífico |                          |
| 16:30 | 16:30            |        | (1 – 0) |           | Guayaquil Publik: 23 459   | Guayaquil Publik: 23 459 |
| 16:30 | 16:30            |        |         |           | Guayaquil Publik: 23 459   | Guayaquil Publik: 23 459 |
| 16:30 | 16:30            |        |         |           | Guayaquil Publik: 23 459   | Guayaquil Publik: 23 459 |

## Sammanlagd tabell
De lag som vunnit antingen Primera Etapa eller Segunda Etapa står i fetstil. Vinnarna av dessa serier kvalificerar sig för final och därmed även för Copa Libartadores 2015. Vinnaren av finalen kvalificerar sig för Copa Sudamericana 2015. Det bästa laget i den sammanlagda tabellen utöver dessa två lag kvalificerar sig för Copa Libertadores, medan de tre följande lagen kvalificerar sig för Copa Sudamericana. De två sämsta lagen i den sammanlagda tabellen flyttas ner en division. Segrare av en etapp står i fetstil.
| Nr | Lag                  | S  | V  | O  | F  | GM | IM | MS  | P  |
| -- | -------------------- | -- | -- | -- | -- | -- | -- | --- | -- |
| 1  | Emelec LM            | 44 | 27 | 7  | 10 | 75 | 36 | +39 | 88 |
| 2  | Independiente        | 44 | 25 | 11 | 8  | 78 | 26 | +52 | 86 |
| 3  | Barcelona ES         | 44 | 25 | 8  | 11 | 59 | 34 | +25 | 83 |
| 4  | LDU Quito            | 44 | 18 | 15 | 11 | 58 | 44 | +14 | 69 |
| 5  | LDU Loja             | 44 | 16 | 10 | 18 | 46 | 62 | −16 | 58 |
| 6  | Universidad Católica | 44 | 16 | 8  | 20 | 51 | 58 | −7  | 56 |
| 7  | El Nacional          | 44 | 16 | 8  | 20 | 49 | 61 | −12 | 56 |
| 8  | Deportivo Cuenca     | 44 | 13 | 12 | 19 | 44 | 60 | −16 | 51 |
| 9  | Mushuc Runa          | 44 | 11 | 14 | 19 | 38 | 54 | −16 | 47 |
| 10 | Deportivo Quito      | 44 | 10 | 16 | 18 | 37 | 54 | −17 | 46 |
| 11 | Manta                | 44 | 11 | 10 | 23 | 46 | 64 | −18 | 43 |
| 12 | Olmedo               | 44 | 9  | 15 | 20 | 39 | 57 | −18 | 42 |

ES - Etappsegrare och därmed kvalificerade till Copa Libertadores.

LM - Ligamästare och därmed även kvalificerade till Copa Sudamericana.
Färgkoder:
     – Kvalificerade för Copa Libertadores 2015 och Copa Sudamericana 2015

     – Kvalificerade för Copa Libertadores 2015

     – Kvalificerade för Copa Sudamericana 2015

     – Nedflyttade